# Guaranacris
Guaranacris är ett släkte av insekter. Guaranacris ingår i familjen gräshoppor.
Kladogram enligt Catalogue of Life:
| Guaranacris | \| \| Guaranacris rubripennis \| \| \| \| \| \| Guaranacris specularis \| \| \| \| |
|             | \| \| Guaranacris rubripennis \| \| \| \| \| \| Guaranacris specularis \| \| \| \| |
|             | Guaranacris rubripennis                                                            |
|             |                                                                                    |
|             | Guaranacris specularis                                                             |
|             |                                                                                    |